# آلوین آدامز
آلوین آدامز (انگلیسی: Alvin Adams؛ ۱۶ ژوئن ۱۸۰۴ – ۱ سپتامبر ۱۸۷۷) کارآفرین اهل ایالات متحده آمریکا بود، که در سال ۱۸۵۴ شرکت آدامز فاند را تأسیس کرد.